# El no nombre
El no-nombre (chino tradicional: 無名, chino simplificado: 无名, pinyin: Wúmíng) hace alusión a uno de los puntos del pensamiento taoísta según el cual los nombres no pueden expresar cosas de forma eterna y están siempre unidos a sus opuestos. Este planteamiento taoísta pertenece al debate que tuvo lugar durante el período de los Reinos Combatientes en torno al nombre de las cosas (míng, 名), y lo que las cosas realmente son (shí, 實).

## El nombre puede ser nombre no es un nombre eterno
El Daodejing empieza así 
道可道，非常道。名可名，非常名。無名天地之始；有名萬物之母。故常無欲，以觀其妙；常有欲，以觀其徼。此兩者，同出而異名，同謂之玄。玄之又玄，衆妙之門。
«El Tao que puede ser expresado, no es el Tao absoluto. El nombre que puede ser nombrado, no es el Nombre absoluto. El No-ser se refiere al principio del universo. El ser se refiere a la madre de todos los seres. Desde el Ser conocemos las apariencias del Tao. Ambos tienen el mismo origen, aunque distinto nombre. Su identidad se llama misterio. Lo más misterioso de lo misterioso, es la puerta de toda maravilla.»
En este capítulo se puede ver que el nombre que los seres humanos podemos pronunciar no es un nombre eterno y que el Tao auténtico no se puede expresar con el lenguaje. 

## Las cosas surgen de su opuesto
Según el Daodejing:
天下皆知美之為美，斯惡已。皆知善之為善，斯不善已。故有無相生，難易相成，長短相較，高下相傾，音聲相和，前後相隨。
“Cuando en lo que está bajo el Cielo todos saben cómo lo bello es bello, surge lo horrible. Cuando todos saben cómo lo bueno es bueno, surge lo que no es bueno. Por este motivo, el haber y el no haber surgen a la vez, lo difícil y lo fácil aparecen al mismo tiempo, lo corto y lo largo se miden en relación con el otro, lo alto y lo bajo se apoyan entre sí, el tono y el sonido están en mutua armonía y lo que está antes y lo que está después se siguen entre sí.”(Daodejing,2)
Basándose en este plantemiento, Lao Tsé considera que los conceptos éticos se deben a la existencia de sus opuestos:
大道廢，有仁義；智慧出，有大偽；六親不和，有孝慈；國家昏亂，有忠臣。
"Cuando el gran Tao se abandona, hay benevolencia y justicia; cuando aparecen la sabiduría y el ingenio, aparecen los grandes engaños; cuando la relación entre los miembros de la familia no es armoniosa, aparecen la piedad filial y el amor paterno; cuando el reino atraviesa una situación de caos e inestabilidad política hay ministros leales." (Daodejing, 18)
絕聖棄智，民利百倍；絕仁棄義，民復孝慈；絕巧棄利，盜賊無有。
"Si se rechaza a las personas ilustres y de muchos saberes, el pueblo se beneficiará cien veces más; si se rechaza la benevolencia y la justicia, volverá a haber piedad filial y amor paterno entre el pueblo; si se abandonan las artimañas y el beneficio, los ladrones y asesinos no tendrán cabida. " (Daodejing,19)
Como se puede observar, no puede haber benevolencia sin maldad, ni justicia sin injusticia. Lo mejor no es que no exista la benevolencia puesto que ésta surge a raíz de la maldad. El comentarista por excelencia de Lao Tsé, al aplicar este planteamiento al ámbito de la política, dice:
凡物之所以存﹐乃反其形﹐功之所以剋﹐乃反其名。夫存者不以存為存﹐以其不忘亡也﹔安者不安為安﹐以其不忘危也。故保其存者亡﹐不忘亡者存﹔安其位者危﹐不忘危者安 
“La subsistencia de todas las cosas está en su forma opuesta. La obtención de una victoria está en su antónimo: el que subsiste no considera que la subsistencia es subsistencia, sino que la ve como el no olvidar lo que es la derrota. Tener estabilidad política no es considerar la estabilidad política como estabilidad política sino el verla como el no olvidar lo que es la situación de crisis. Por este motivo el que se aferra a la subsistencia sucumbe, y que el no se olvida de lo que es la derrota subsiste. El que se aferra a la estabilidad política tendrá inestabilidad, y el que no se olvida de lo que es la situación de crisis tendrá estabilidad.(WangbiLaozi zhilue) “

## Su polo opuesto: el nombre correcto
Los opuestos son el confucianismo y el legismo. El confucianismo defiende el nombre correcto (zhèng míng 正). Según Confucio: 
名不正，則言不順；言不順，則事不成；事不成，則禮樂不興；禮樂不興，則刑罰不中；刑罰不中，則民無所措手足。故君子名之必可言也，言之必可行也。君子於其言，無所苟而已矣。
"Si los nombres no son correctos, las palabras no obedecerán a sus esencias. Si las palabras no obedecen a sus esencias, no se lograrán cosas. Si no se logran las cosas, la música y las normas de conducta no conseguirán cumplir debidamente con su función de mantener el orden social, si la música y las normas de conducta no consiguen cumplir debidamente con su función de mantener el orden social, los castigos no se corresponderán con la falta cometida. Si los castigos no se corresponden con la falta cometida, el pueblo no sabrá a qué atenerse. Por este motivo, los nombres que el hombre virtuoso le dé a las cosas tienen que poder expresar ideas, y las ideas expresadas se tienen que poder llevar a cabo. Cuando el hombre virtuoso hable, no debe expresarse de cualquier manera"
Han Feizi da un paso más y considera que el soberano debe decidir el nombre de las cosas.
君操其名，臣效其形，形名參同，上下和調也。 
“Si el soberano controla los nombres, los ministros expresarán lo que estos quieren decir, habrá orden en la relación entre los nombres y lo que representan y habrá armonía entre los hombres de jerarquía superior e inferior”.